# Choroterpes prati
Choroterpes prati is een haft uit de familie Leptophlebiidae. De wetenschappelijke naam van de soort is voor het eerst geldig gepubliceerd in 1996 door Puig & Gaino.
De soort komt voor in het Palearctisch gebied.